# 謝師嚴
謝師嚴（1536年—1572年），字汝心，號省菴，浙江紹興府上虞縣人，民籍，明朝政治人物。

## 生平
嘉靖三十七年（1558年）戊午科浙江鄉試第二十六名舉人。嘉靖四十四年（1565年）中式乙丑科會試第二十一名，三甲第九十六名進士。都察院观政，本年六月任直隸武進縣知縣。隆慶二年（1568年）六月升工部主事，以事听勘，六年卒。

## 家族
曾祖謝克瓉；祖父謝玉；父謝鳴治，歲貢生、训导。母徐氏。兄谢师成（辛未进士）、弟谢师传、师旦、師啓（庠生）、師曾、師尹。